# Frankfurter Allgemeine Zeitung

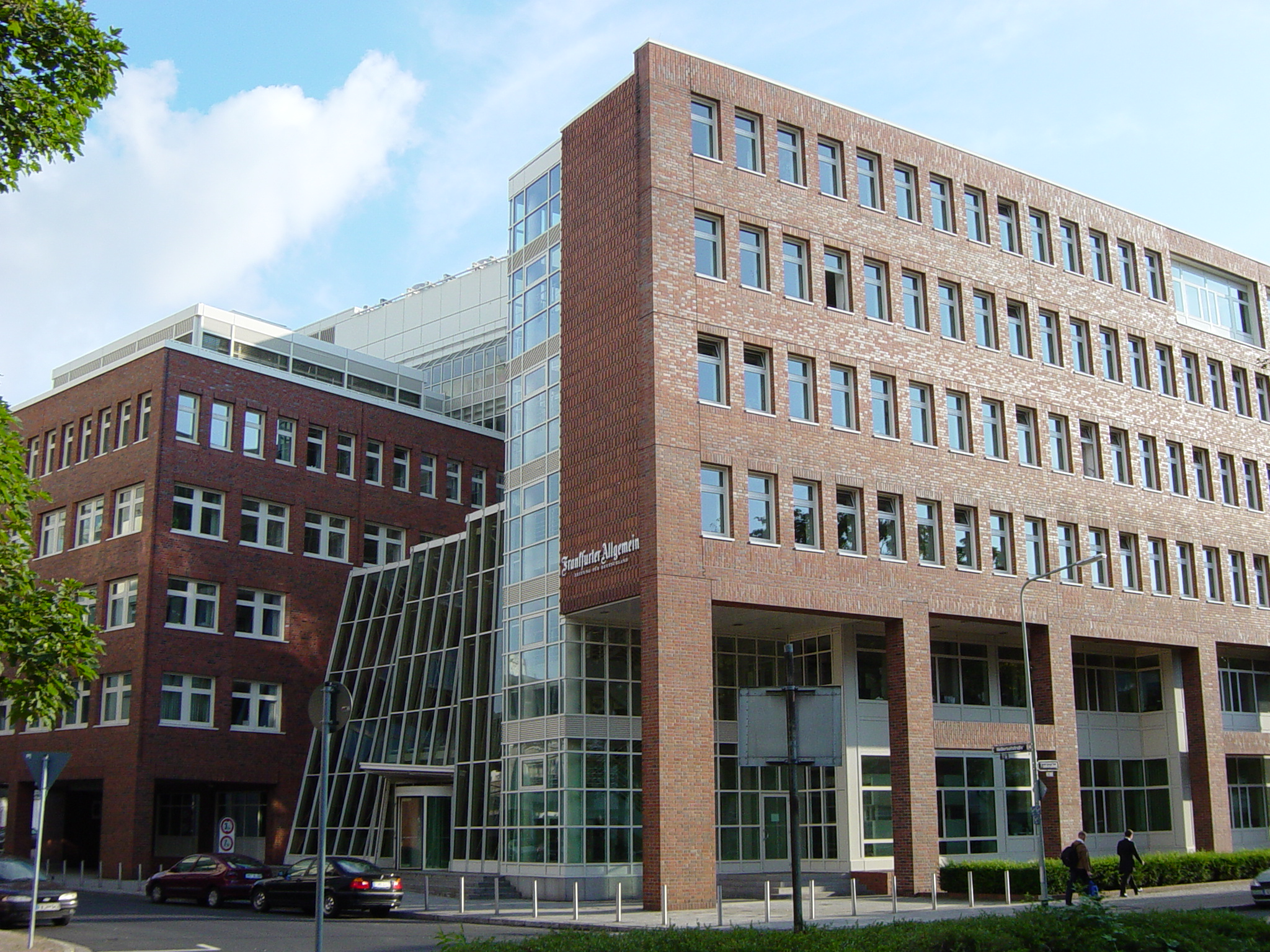
Redaktionsbyggnad för FAZ (Hellerhofstraße 9, Frankfurt am Main).

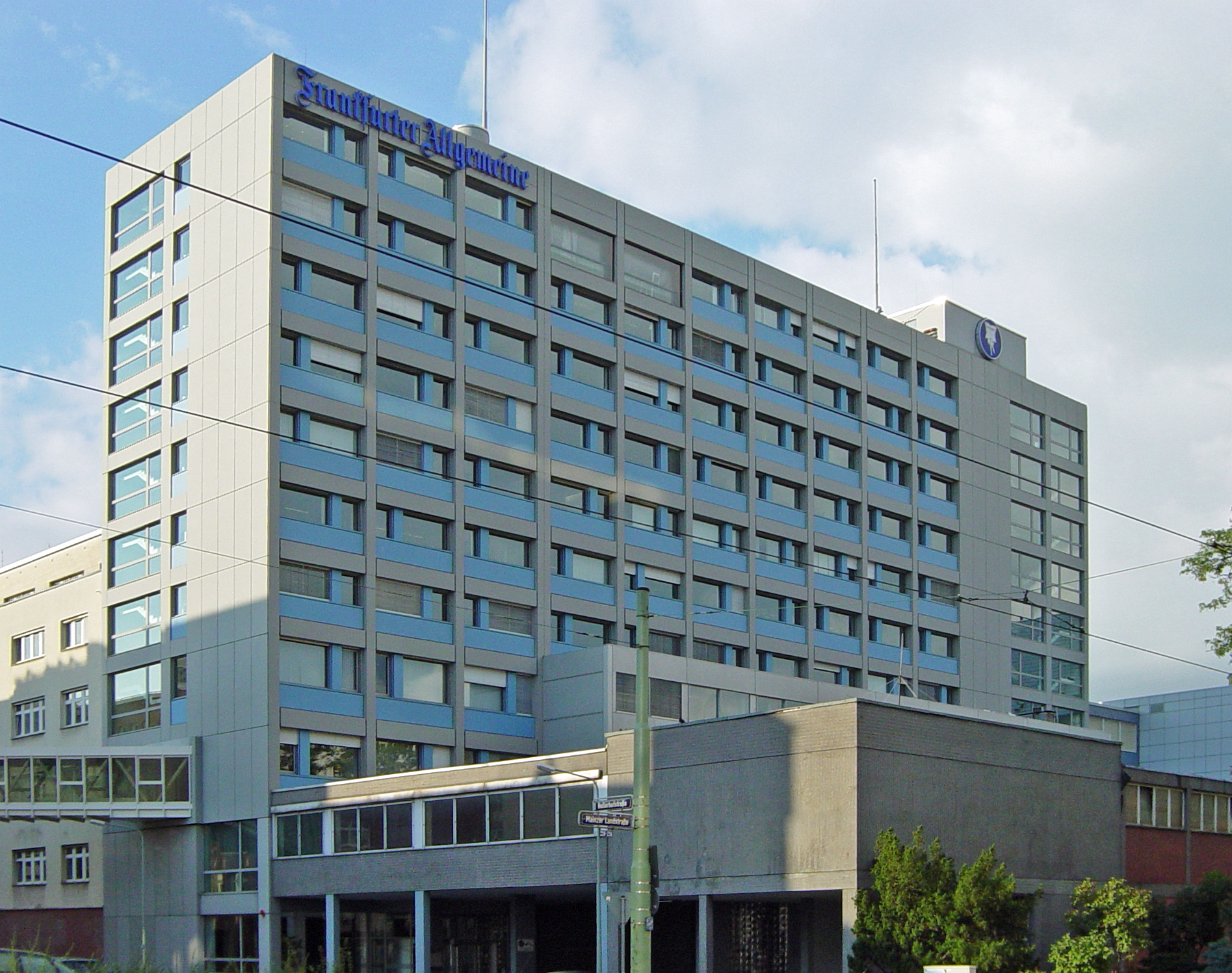
Verlags huvudkontor (Hellerhofstraße 2–4, Frankfurt am Main).

Frankfurter Allgemeine Zeitung (FAZ) är en tysk dagstidning. FAZ har en upplaga på 360 000 exemplar och är den tyska morgontidning som har störst utbredning internationellt. Tidningen leds inte av en chefredaktör utan ges ut av fem utgivare på kollegial basis.

## Historia
Den första utgåvan skedde 1 november 1949 och den finansierades då bland annat av Deutsche Bank och papperstillverkarna Waldhof och Salamander. Utgivarna var Hans Baumgarten, Erich Dombrowski, Karl Korn, Paul Sthe och Erich Welter. Några redaktörer hade tidigare verkat vid Frankfurter Zeitung som förbjudits 1943. 
Tidningen kännetecknas genom en konservativ och sparsmakad formgivning som dock under de senaste åren moderniserats. Länge höll man fast vid att inte ha en bild på förstasidan men numera har detta förändrats. 
Utmärkade för FAZ är det stora antalet utrikeskorrespondenter där man haft flest i Europa (53) och på flera områden har man haft flera korrespondenter på samma ort. I Tyskland har man regionala redaktioner i Berlin, Bonn, Dresden, Düsseldorf, Hamburg, Hannover, Kassel, Leipzig, München och Stuttgart.

## Kända medarbetare
- Michael Althen
- Patrick Bahners
- Hans Dietmar Barbier
- Heinz Brestel
- Benedikt Fehr
- Friedrich Karl Fromme
- Alfons Kaiser
- Greser & Lenz
- Georg Paul Hefty
- Georg Hensel
- Lorenz Jäger
- Christian Kracht
- Felicitas von Lovenberg
- Stefan Niggemeier
- Andreas Platthaus
- Christian Pohlert
- Eberhard Rathgeb
- Edo Reents
- Marcel Reich-Ranicki
- Volker Reiche
- Kurt Reumann
- Heike Schmoll
- Gerhard Stadelmaier
- Volker Weidermann
- Adelbert Weinstein